# Asfixie
Asfixie (greacă ασφυξία, asfixía - lipsa pulsului) este o stare specială care se manifestă prin imposibilitatea de a respira.  
Unul dintre tipurile de asfixie este sufocarea prin ingestie: în acest moment, alimentele blochează căile respiratorii și victima are nevoie imediat de prim ajutor pentru sufocare (vezi mai jos). 
În orice stare de asfixie, prin blocarea schimbului de gaze la nivelul pulmonului, duce la creșterea concentrației de bioxid de carbon în sânge și o stare de șoc, cianoză cu pierderea cunoștinței, stare comatoasă. prin blocarea schimbului de gaze la nivelul pulmonului, duce la creșterea concentrației de bioxid de carbon în sânge și o stare de șoc, cianoză cu pierderea cunoștinței, stare comatoasă.

## Clasificare
Cauzele sunt diferite astfel o stare de asfixie se poate datora
- obstrucției mecanice a căilor respiratorii (inclusiv sufocatie prin ingestie)
- paralizia centrului respirator
- paralizia mușchilor respiratori
- asphyxia neonatorum (a noului născut)
- intoxicații cu substanțe asfixiante.

Din punct de vedere fiziopatologic, hipoxia poate fi: de aport, de transport sau de utilizare.

### Hipoxia de aport (hipoxică)
Hipoxia de aport poate fi:
- de cauze violente:
  - oxigen insuficient în aer: spații închise, altitudine mare, înlocuirea oxigenului cu alte gaze;
  - obstacol pe arborele respirator: comprimare sau obstrucție (sufocatie prin ingestie) a căilor respiratorii;
  - insuficiența mecanicii respiratorii.
- de cauze patologice:
  - comprimare și obstrucție a căilor respiratorii: tumori laringiene și mediastinale, edem glotic etc.;
  - împiedicarea mecanicii respiratorii: boli ale sistemului nervos, ale musculaturii respiratorii, pneumotorax, etc.;
  - tulburări ale schimbului alveolo-capilar: pneumonii, astm, bronhopneumonii, etc.

### Hipoxia de transport
Hipoxia de transport poate fi:
- anemică:
  - forma cantitativă: anemii, hemoragii;
  - forma calitativă (hematotoxică): situații în care hemoglobina este combinată cu monoxid de carbon, substanțe methemoglobinizante.
- stagnantă:
  - forma generală: insuficiență cardiacă, colaps;
  - forma locală: tromboflebită, compresiuni.

### Hipoxia de utilizare (histotoxică)
Hipoxia de utilizare poate fi:
- în intoxicații cu acid cianhidric (care are acțiune asupra citocromoxidazei), cu barbiturice și opiacee (care au acțiune asupra dehidrogenazelor);
- variații ale pH-ului organismului: în acidoză, alcaloză;
- hipotermia (sub 24°C).

## Sufocatie prin înghițire (și primul ajutor)
Se întâmplă atunci când alimentele nu sunt bine mestecate, și sunt deviate, și blochează căile respiratorii.
Unele tehnici manuale pot rezolva sufocarea (citiți mai jos).
De asemenea, pe piata exista si cateva dispozitive anti-sufocare (LifeVac si Dechoker).

### Primul ajutor pentru victimele comune
Primul lucru este să tusești.
Dacă victima nu poate tuși, utilizați două tehnici manuale (vezi cele două imagini de mai jos). Pentru cele mai bune rezultate, combinați-le prin rotație: faceți fiecare tehnică de aproximativ 5 ori, apoi faceți o schimbare mergând la cealaltă tehnică, și repetați acele ture continuu.
Femeile însărcinate și cele prea obeze au nevoie de variații ale tehnicilor manuale (citiți mai jos).
Bebelușii (sub 1 an) au nevoie de variații ale tehnicilor manuale (citiți mai jos).
Dacă sufocarea continuă, apelați la serviciile medicale de urgență.
Victima își poate pierde cunoștința după un timp (citiți mai jos) care necesită „resuscitare cardiopulmonară anti-sufocare”.

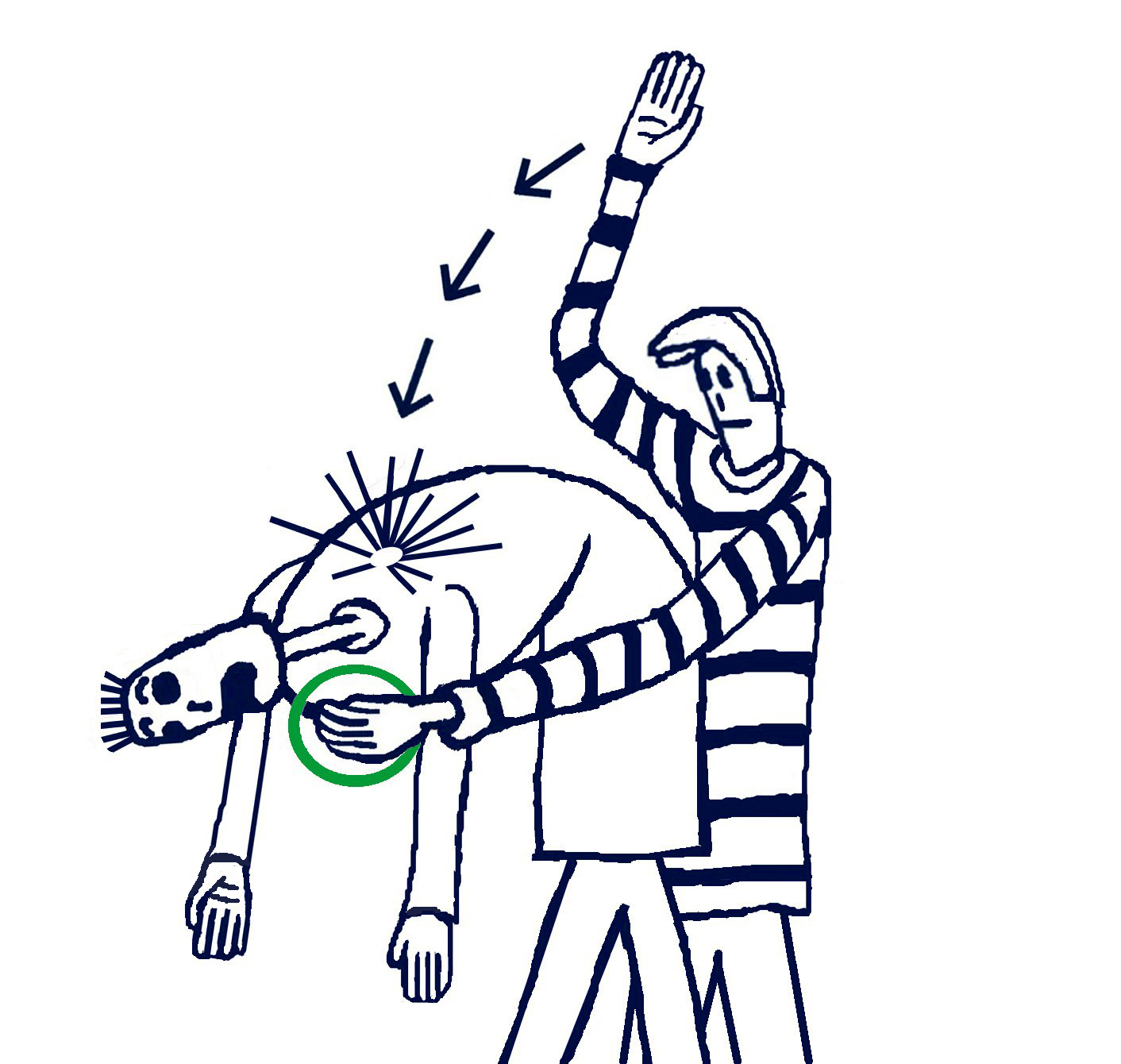
„Plesniile pe spate”: Sprijiniți pieptul victimei cu mâna care nu lovește (pentru a îmbunătăți eficacitatea) și înclinați victima în jos cât mai mult posibil. Apoi atingeți ferm cu cealaltă mână.

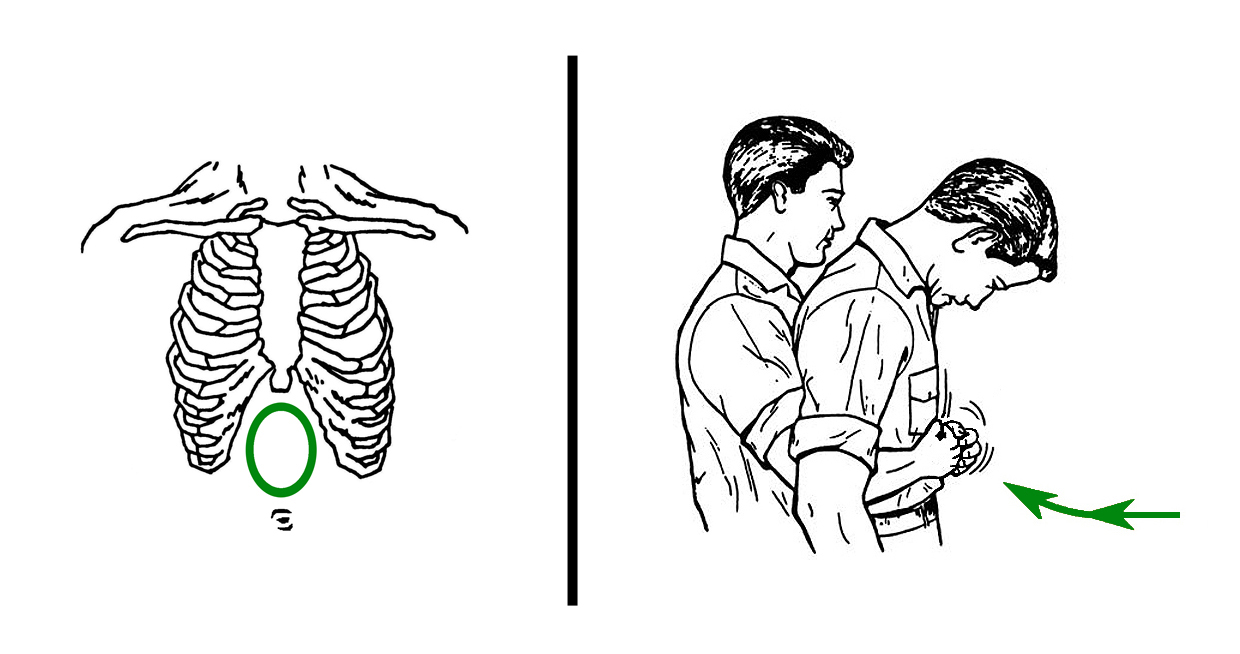
„Presiuni abdominale” (manevra Heimlich): Aplicați-le energic între piept și buric.

### Primul ajutor pentru persoanele însărcinate sau prea obeze
Primul lucru este să tusești.
Dacă victima nu poate tuși, utilizați două tehnici manuale (vezi cele două imagini de mai jos). Pentru cele mai bune rezultate, combinați-le prin rotație: faceți fiecare tehnică de aproximativ 5 ori, apoi faceți o schimbare mergând la cealaltă tehnică, și repetați acele ture continuu.
Dacă sufocarea continuă, apelați la serviciile medicale de urgență.
Victima își poate pierde cunoștința după un timp (citiți mai jos) care necesită „resuscitare cardiopulmonară anti-sufocare”.

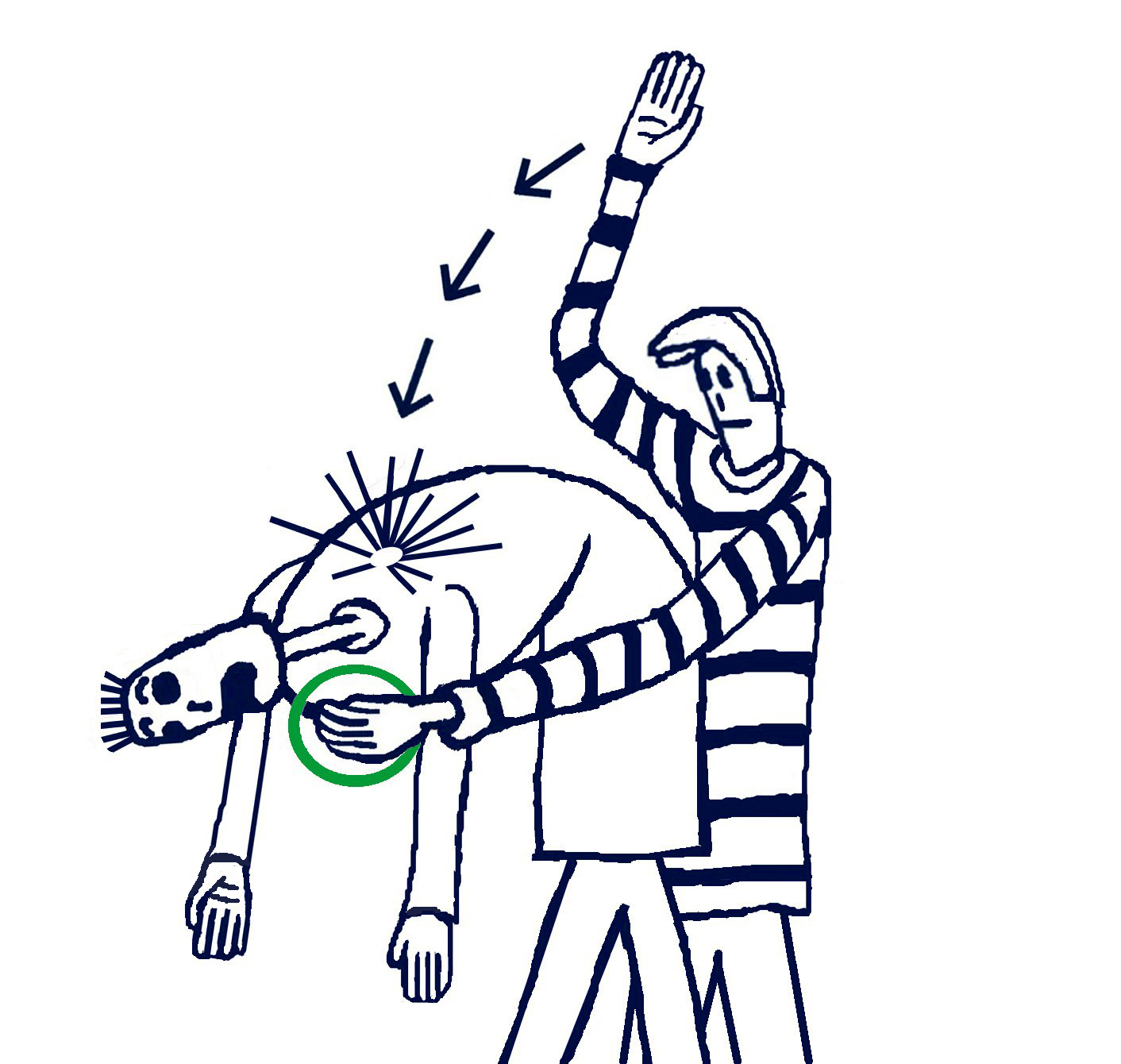
„Plesniile pe spate”: Ca în victimele comune. Sprijiniți pieptul victimei cu mâna care nu lovește (pentru a îmbunătăți eficacitatea) și înclinați victima în jos cât mai mult posibil. Apoi atingeți ferm cu cealaltă mână.

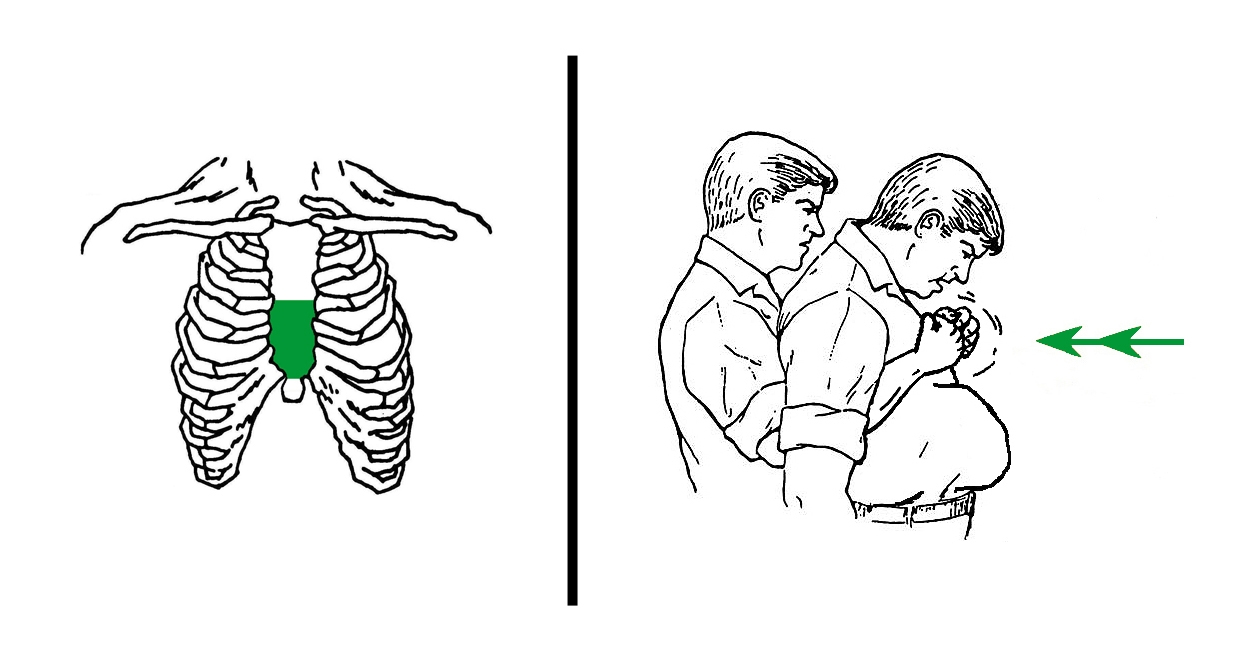
„Presiuni anti-sufocare pe piept”: Aplicați-le energic, în jumătatea inferioară a centrului pieptului.

### Primul ajutor pentru bebeluși (sub 1 an)
Combină aceste două tehnici manuale pentru bebeluși (vezi cele două imagini de mai jos).
Pentru cele mai bune rezultate, combinați-le prin rotație: faceți fiecare tehnică de aproximativ 5 ori, apoi faceți o schimbare mergând la cealaltă tehnică, și repetați acele ture continuu.
Dacă sufocarea continuă, apelați la serviciile medicale de urgență.
Bebelușul își poate pierde cunoștința după un timp (citiți mai jos) care necesită „resuscitare cardiopulmonară anti-sufocare pentru bebeluși”.

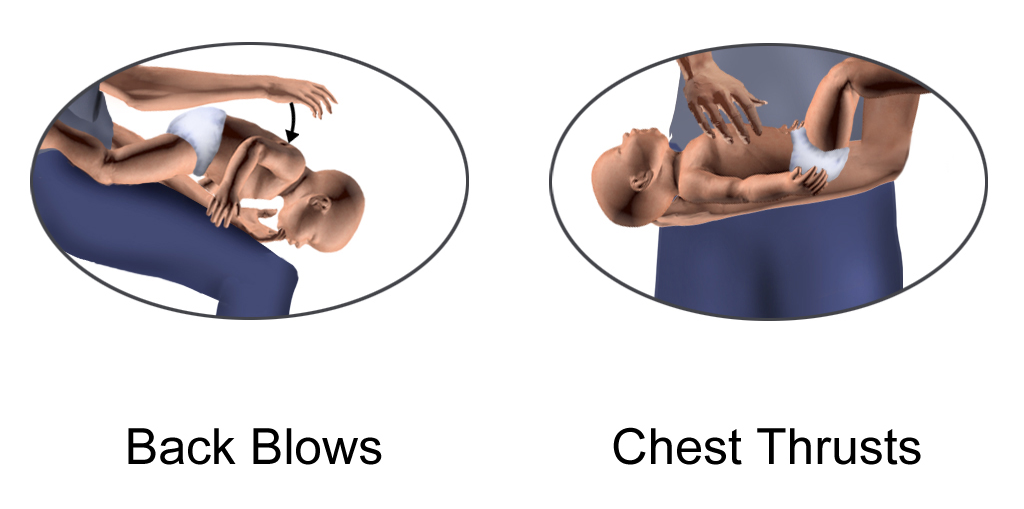
Stânga: „Plesniile pe spate”, bebelușul este ușor înclinat în jos, ținut cu atenție, și cu o mână în jurul feței.
----Dreapta: „Presiuni anti-sufocare pe piept”, două degete apasă în jumătatea inferioară a centrului pieptului.

### Când victima este inconștientă
Este nevoie de „resuscitare cardiopulmonară anti-sufocare” (comun, nu pentru bebeluși)
sau „resuscitare cardiopulmonară anti-sufocare pentru bebeluși” (sub 1 an). (Vezi mai jos).

#### Resuscitare cardiopulmonară „anti-sufocare”, comună

Compresiuni toracice în resuscitare cardiopulmonara.

Este necesar apelați la serviciile medicale de urgență.

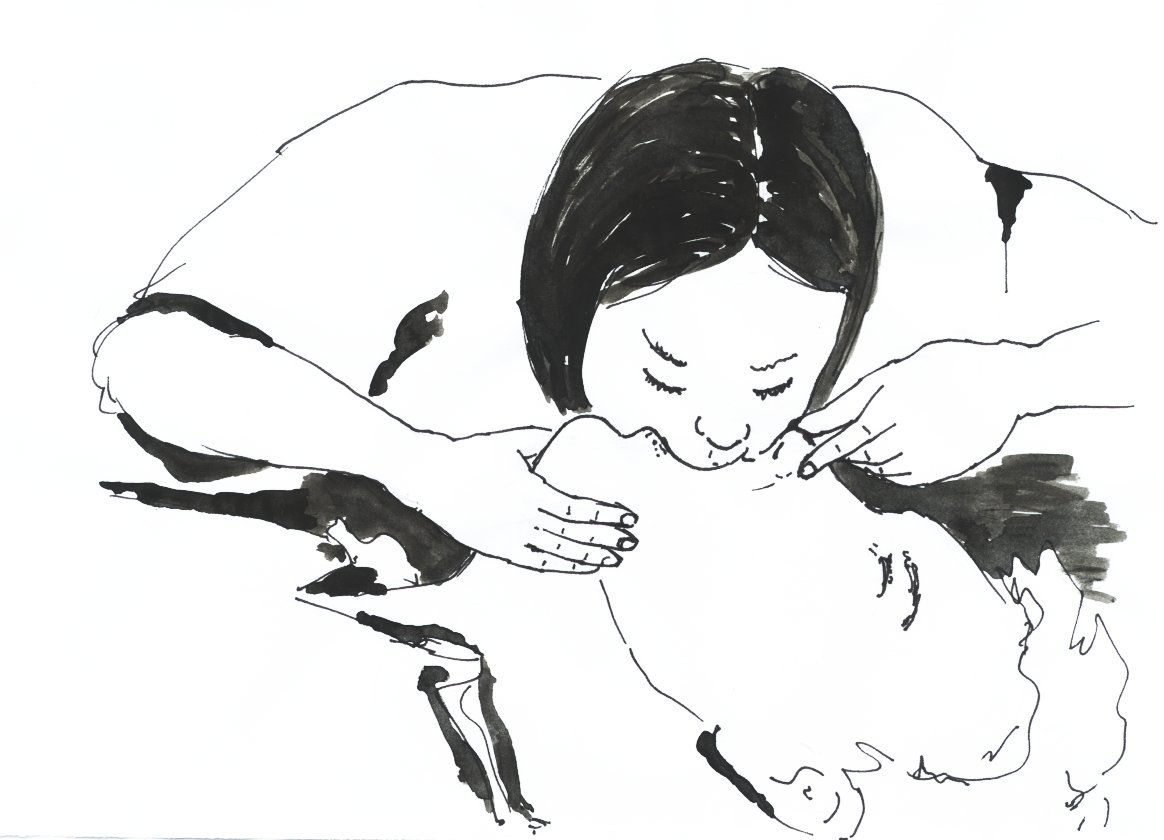
Ventilații de resuscitare cardiopulmonară. În bebeluși, folosiți gura pentru a acoperi simultan gura și nasul bebelusului.

Întinde victima jos, cu fața în sus.
Efectuați „resuscitare cardiopulmonară anti-sufocare” în mod continuu:
- 30 de presiuni în jumătatea inferioară a centrului pieptului.
- Dacă obiectul blocat este vizibil, încercați să-l îndepărtați. Obiectul poate fi scos sau nu, dar această resuscitare ar trebui să continue până când victima respiră normal.
- Închideți nasul a victimei. Introduceți aer cu ventilație gură la gură. Introduceți din nou aer, făcând o altă ventilație identică.
- Mișcați capul victimei înainte și înapoi pentru a-și schimba puțin poziția. Introduceți aer cu ventilație gură la gură. Introduceți din nou aer, făcând o altă ventilație identică.

Repetați, continuu, toți acești pași, începând de la prima (cele 30 de compresii).

#### Resuscitare cardiopulmonară „anti-sufocare”, pentru bebeluși (sub 1 an)
Este necesar apelați la serviciile medicale de urgență.
Întinde bebelul jos, cu fața în sus. Capul bebelușului ar trebui să privească întotdeauna drept înainte.
Efectuați „resuscitare cardiopulmonară anti-sufocare” în mod continuu:
- Dintr-a latură a bebelușului: 30 de compresii, făcute cu două degete, în jumătatea inferioară a centrului pieptului.
- Dacă obiectul blocat este vizibil, încercați să-l îndepărtați. Obiectul poate fi scos sau nu, dar această resuscitare ar trebui să continue până când bebelul respiră normal.
- Folosește-ți gura pentru a acoperi simultan gura și nasul bebelusului. Introduceți aer astfel (ventilație). Introduceți din nou aer astfel (altă ventilație identică).
- Este recomandat ca capul bebelusului sa priveasca in continuare drept inainte, deoarece rotirea acestuia poate ingusta caile respiratorii pentru bebelusi.

Repetați, continuu, toți acești pași, începând de la prima (cele 30 de compresii).